# 2001년 현대 유니콘스 시즌
2001년 현대 유니콘스 시즌은 현대 유니콘스가 KBO 리그에 참가한 6번째 시즌으로, 삼미 슈퍼스타즈, 청보 핀토스, 태평양 돌핀스 시절까지 합하면 20번째 시즌이다. 김재박 감독이 팀을 이끈 6번째 시즌이며, 팀은 8팀 중 정규시즌 2위에 오르며 포스트시즌에 진출했다. 그러나,  1998년부터 3년 연속 최다 선발승(1998년 17, 1999년 19, 2000년 18)을 차지한 정민태 (일본행) 전년도 홀드왕 조웅천 (SK 이적)의 공백 탓인지  마운드가 크게 약화된 데다 전년도 홈런-타점-타격 1위에 오른 박경완 박재홍 박종호가 장타력이 크게 떨어진 데 이어 타격에서도 3할대에 못 미쳐 플레이오프에서 두산 베어스에게 1승 3패로 져 탈락함으로써 최종 순위는 3위가 되었는데 이에 앞서 전년도 한국시리즈 우승 자격을 얻어 정민태가 진출한 요미우리 자이언츠 등이 속했던  일본 이스턴 리그에 3월 4일부터 3월 14일까지 참가했지만 2승 1무 4패라는 참담한 성적에 그쳤다.
한편, 왼손 거포 부재를 해결하기 위해 영입했던 필립스가  풀스윙 위주로 일관한 데다 한국무대 적응 문제 탓인지 66경기 타율 0.261 15홈런 46타점에 그쳐 전반기 종료 후 퇴출된 데다 주전 마무리 위재영의 부상 때문에  뒷문이 불안해지자 필립스의 대체 용병으로 데려 온 엔리케스가 10경기 3패 1세이브 ERA 9.00에 그쳐 포스트시즌 엔트리에서 제외되어  시즌 뒤 한국을 떠나야 했다.

## 타이틀
- KBO 골든글러브: 박진만 (유격수)
- KBO 페어플레이상: 박진만
- 일구상 노력선수상: 신철인
- 매직글러브: 박종호 (2루수), 박진만 (유격수), 전준호 (좌익수)
- KBO 올드스타: 김재박 (유격수)
- 올스타 선정: 김수경 (투수), 박경완 (포수), 박종호 (2루수)
- 올스타전 추천선수: 박진만, 이숭용, 마일영, 임선동
- 컴투스프로야구 트레이드 사가 라인업: 심정수 (중견수)
- 도루저지: 박경완 (56)

### 퓨처스리그
- 타석: 강필선 (255)
- 타율: 황윤성 (0.369)
- 출루율: 황윤성 (0.471)
- 북부리그 안타: 황윤성 (65)
- 북부리그 2루타: 조승현 (15)
- 3루타: 이용주 (6)
- 타점: 황윤성 (49)
- 도루: 최만호 (17)
- 4사구: 강필선 (67)
- 북부리그 다승: 황두성 (6)
- 북부리그 세이브: 노승욱, 최영필 (4)
- 이닝: 황두성 (87.2)
- 상대한 타자 수: 황두성 (391)
- 탈삼진: 황두성 (73)

## 선수단
- 선발투수 : 임선동, 마일영, 테일러, 전준호 (1975년), 김수경
- 구원투수 : 신철인, 송신영, 권준헌, 박장희, 이상열, 김민범, 김홍집, 장민석
- 마무리투수 : 위재영, 이근용, 홍민구, 문창환, 황두성, 노승욱, 엔리케스
- 포수 : 박경완, 이재주, 장광호
- 1루수 : 필립스, 이명수
- 2루수 : 박종호, 김일경, 장교성
- 유격수 : 박진만, 이용주, 채종국
- 3루수 : 퀸란
- 좌익수 : 전준호 (1969년), 장정석, 정수성, 김인호
- 중견수 : 박재홍, 이숭용
- 우익수 : 심정수, 최만호
- 지명타자 : 전근표, 조승현, 강필선, 정현택, 황윤성

## 특이 사항
- 박경완은 POSADJ 11.84를 기록해 이 부문 역대 1위를 기록했다.
- 임선동은 인플레이 타구 피안타율 0.354로 구단 사상 단일 시즌 최고 기록을 세웠다.
- 이 시즌에 김인호, 박재홍, 이숭용은 구단 소속으로 통산 3000타석을 달성했다.
- 퀸란은 타석 당 삼진률 33.8%로 규정 타석을 채운 타자 중 KBO 리그 역대 단일 시즌 최고 기록을 세웠다.
- 장교성은 WAR -1.19로 현대 유니콘스 사상 단일 시즌 최저 WAR 기록을 세웠다.
- 팀은 KBO 퓨처스리그 우승을 차지했다. 이는 현대 유니콘스의 마지막 KBO 퓨처스리그 우승이었다. 또한 북부리그 다승 1위인 황두성과 북부리그 타율/타점 1위인 황윤성은 구단의 마지막 KBO 퓨처스리그 타이틀 홀더가 되었다.
- 김인호는 이 시즌을 끝으로 은퇴하여 KBO 리그 역대 통산 3000타석 타자 중 통산 안타가 가장 적고(640) 순수타점이 가장 적은(211) 타자가 되었다.
- 이 시즌은 KBO 리그 사상 7번째로 규정 이닝 충족 투수 전원이 양수 WAR을 기록한 시즌이다. 이 중 가장 WAR이 낮았던 전준호(1975년)는 WAR 1.79를 기록했다.
- 2002 신인 드래프트에서 1차 지명된 조순권은 구단 사상 마지막 1차 지명자가 되었다.